# 琴光喜啓司
琴光喜 啓司（ことみつき けいじ、1976年4月11日 - ）は、愛知県岡崎市出身（出生地は豊田市）で佐渡ヶ嶽部屋に所属した元大相撲力士。本名は田宮 啓司（たみや けいじ）。最高位は東大関。得意技は右四つ、寄り、内無双。日本大学卒業。
2010年に発覚した大相撲野球賭博問題にて日本相撲協会から解雇処分を下され、協会に対し地位確認を求めて係争していたが、2014年に2月に東京高裁で敗訴し、帰参を断念した。

## 来歴

### 入門まで
両親は高知県宿毛市出身。トヨタ自動車相撲部監督の次男で、小学生から相撲を始め中学時代には全国大会でトップレベルの成績を残した。高校は強豪鳥取城北高校へ相撲留学、2年生で高校横綱となり将来を嘱望されるようになる。厳しい寮生活と相撲漬けの毎日を送り、高校在学3年間で50キロもの体重増を実現する。さらに日本大学へ進学し本格的に才能が開花。大学時代のチームメイトだった加藤精彦（後の高見盛）は中学生時代からのライバルでもある。2年連続でアマチュア横綱を獲得するなど日大相撲部在籍中に27個のタイトルを獲得し、日大卒業後佐渡ケ嶽部屋に「輪島級の超大物」と鳴り物入りで入門した。
11代若松（元大関・朝潮）には高校卒業時から声をかけられていた。近畿大学OBの親方が両親と同郷（高知県）のためである。
四股名は「琴圭傑（ことかけつ）」「琴吉勝（こときっしょう）」「琴光喜」の3つの候補の中から「光る相撲で観客を喜ばせる」という思いを込めて選んで命名された。

### 入門、大関まで
1999年3月場所、日大同期の加藤（後の高見盛）、高濵（後の濵錦）とともに幕下60枚目格付出で初土俵。初土俵以後負け越し知らずで、2000年5月場所に初土俵から8場所目で入幕するも、場所直前の怪我で全休。エリート街道まっしぐら、順調そのものの琴光喜の相撲人生の中で、初めての試練だったが師匠の佐渡ヶ嶽から「なぁ、田宮。力士としてのおまえは、まだ始まったばかりじゃないか。いいか、ここで焦っちゃいかんよ、焦っちゃ」といたわられた。9月場所に14勝1敗の成績で十両優勝を果たし、翌場所に再入幕。
再入幕の2000年11月場所では、3日目から9連勝して優勝争いに加わり、1横綱（武蔵丸）3大関（出島・雅山・武双山）を次々に破る殊勲の星を挙げた。結果13勝2敗の好成績ながら惜しくも平幕優勝は逃した（幕内優勝は横綱曙の14勝1敗。なお、曙とは割が組まれず、翌場所に全休の末引退を発表したため、対戦は叶わなかった）ものの、三賞を総ナメにする。この場所西前頭9枚目の位置だったが、小結を飛び越して関脇に昇進した。新関脇の2001年1月場所では上位の壁に当たり4勝11敗と大きく負け越すも、翌3月場所は武蔵丸に勝ち10勝で技能賞。
2001年5月場所6日目の武双山戦で5分13秒後に水入りとなったが、勝負再開後にそれでも決着がつかなかったため4分3秒後に二度目の水入り、一番後に取り直しとなった。これは1978年（昭和53年）3月場所7日目の旭國 - 魁傑戦以来23年ぶりの珍事だった。取り直しの一番では、武双山を寄り切り28秒後に勝利を決める。この一番の合計時間は、実に9分44秒の大熱戦だった。この場所は4大関に勝利。この場所でも3月場所に続いて技能賞を獲得し、技能派として知られるように。
2001年9月場所は前頭2枚目の地位で13勝2敗の好成績をあげ、幕内在位7場所目という史上3位のスピードで自身初の幕内最高優勝（平幕優勝）を果たした（優勝パレードはアメリカ同時多発テロの影響で自粛）。入幕わずか7場所目での優勝は、史上3位のスピード記録。この場所を含め、以後連続3場所の通算成績は34勝11敗（9月場所は13勝2敗、11月場所は9勝6敗、翌1月場所は12勝3敗）を挙げ、翌2002年1月場所では優勝力士の栃東を破っていた事もあり、場所後に大関昇進なるかが注目された。しかし当時大関が4人いたことや、3場所前が平幕だったこと、および2場所前が9勝6敗であったこと（平成以降に大関昇進した力士で、曙・豪栄道の二人を除き全て2場所前は10勝以上）、また14日目に当時平幕の武雄山に敗れたその印象が悪過ぎるなどの原因が重なり、不運にも昇進は見送られた。入幕から時間が経っておらず、25歳とまだ若かったことで、再びチャンスがやってくるだろうという期待感をこめての見送りでもあった。
大関挑戦は翌3月場所に持ち越されたものの、13日目の取組中に下顎を骨折するなど勝ち越しながら8勝7敗に留まり、翌5月場所は公傷適用とならない全休だったため翌7月場所は平幕へ陥落、大関獲りは完全に振り出しに戻った。
最初の大関獲りの失敗後は、怪我もあり低迷が続いた。また、2003年5月20日には痛めた右肘を手術。2002年9月場所で12勝・2003年9月場所で11勝など時折優勝争いにからむ活躍を見せるが、上位では安定した成績を続けられず負け越しも多かった。2004年1月場所は前頭4枚目で13勝2敗の好成績をあげ大関への足がかりになるかが注目されたが、翌3月場所は2日目から6連敗するなど不調に終わり7勝8敗と負け越した。この間、2004年5月場所から2005年1月場所まで5場所連続で小結に在位した。5場所連続小結在位は麒麟児（後の大関大麒麟）、土佐ノ海と並び歴代1位タイ。最初の大関取り失敗によるモチベーション低下の大きさから、もし朝青龍に先んじて大関に昇進していれば、全く違った相撲人生を歩んでいた可能性は高い、と多くの相撲関係者は指摘する。
2005年5月場所は小結で13勝2敗の好成績をあげ、翌7月場所では3年半ぶりとなる3度目の大関挑戦を地元で迎えるとあって異常な熱気につつまれたが、再び7勝8敗と負け越した。翌9月場所は、東小結で9勝6敗と勝ち越して再び関脇に復帰する。しかしそれ以降の8場所中7場所までが8勝7敗という勝ち越しギリギリの成績で、関脇の地位を守り通すという状態が続く。前半は好調ながら、後半急に失速するパターンが何場所も連続して続いた。2006年は初めて二桁勝ち星がなかったが、初の全6場所勝ち越しとなり、安定感の方は増しつつあった。2006年5月場所から2007年1月場所まで5場所連続で雅山とともに関脇を務めた。5場所連続同じ力士が関脇を務めたのは131年振り。また2007年7月場所には、関脇在位が22場所となり、魁皇などの21場所を抜いて歴代1位である。
2007年3月場所では10勝5敗と約2年ぶりの2桁の勝ち星をあげた。久しぶりに関脇で10勝を挙げた琴光喜に、大関取りのラストチャンスが巡ってきたため、このチャンスに佐渡ヶ嶽は「ミツキ、このままダラダラ相撲をやっていても恥ずかしいだけだ。辞めてしまえ！」と檄を飛ばした。翌5月場所も関脇の地位で12勝3敗と活躍し、自身初の連続2桁勝利を達成。この場所は三賞候補にも挙がっていたものの、票が足りず受賞対象から外されている。
そして翌7月場所、地元愛知で4度目の大関挑戦を迎える。かつては佐渡ヶ嶽部屋の先輩力士である長谷川と琴錦や、或いはのちの若の里らと同様に、「最強の関脇」で終わってしまうのかと懸念されていたが、師匠の交代や琴欧洲の大関昇進、琴奨菊の成長といった身辺の出来事に刺激される中、一時期の低迷を脱して成績も安定感を増して来ていた。ここ3年余にわたって、三役の地位をほぼ守り通す中、関脇では初めての連続2桁勝利を達成し、満を持しての大関挑戦となった。
その7月場所は初日から順調に勝ち星を積み重ね、10日目には新横綱の白鵬の連勝記録を25でストップさせる勝ち星をあげ、初日からの連勝記録は自己最多の10となった。そして14日目にこの場所での13勝目と関脇の地位で3場所通算35勝をあげ悲願の大関昇進を決定的なものとした。朝青龍と共に13勝1敗で迎えた千秋楽は稀勢の里戦に敗れ、その後朝青龍が勝ったため2度目の優勝はならず、花道で涙をぬぐった。それでも13勝2敗の好成績を挙げた。
場所後、理事会の承認を経てついに悲願の大関昇進を果たす。二代目増位山の31歳2ヶ月を1ヶ月上回る歴代最年長（年6場所制になってから）の新大関、また新入幕から所要44場所での昇進という史上2位のスロー昇進、日本人としては2001年11月場所後の栃東以来、約5年半ぶりの新大関となった。
7月25日に行われた大関の昇進伝達式の口上は親方が原文を考えそれを自身がアレンジすればいいものだと勘違いしていた。慌てて13代佐渡ヶ嶽（元関脇・琴ノ若）に相談すると「バカヤロー！」と一喝された。口上は「謹んでお受けいたします。いかなるときも力戦奮闘し相撲道に精進いたします」であった。大関昇進伝達式後の記者会見で目標の大関について訊かれた際には初土俵から大関昇進まで91場所かかった霧島の名前を挙げ、豪快な吊り出しや同じ大関としての魅力や憧れを語った。この昇進伝達式には相撲協会の計らいで先代佐渡ヶ嶽（元横綱・琴櫻）が車椅子に着座して同席したが、その弟子の晴れ姿を見たわずか三週間後の8月14日、先代は66歳でこの世を去った。

### 大関昇進後
新大関の同年9月場所は優勝を期待されたが10日目までに4敗を喫して優勝争いから脱落、10勝5敗に留まった。翌11月場所前には胆石を患っていることが判明し稽古不足となったが千秋楽に既に優勝を決めていた横綱白鵬を破るなど10勝5敗の成績を挙げる。場所後に胆石の除去手術を行った。この年（2007年）は年間63勝をあげ、年間最多勝の白鵬（74勝）に次いで第2位となる勝ち星をあげた。
2008年1月場所はその手術による影響もあってか千秋楽に8勝7敗と勝ち越し。3月場所は初日から3連敗のスタート、8日目では2勝6敗と苦しい星勘定となる。それでも、13日目に横綱朝青龍を上手出し投げで破り、対朝青龍戦の連敗記録を28でストップさせ、千秋楽に8勝7敗で勝ち越しを決めた。翌5月場所も2日目から11日目まで白星と黒星の交互が続いて波に乗れなかった。13日目に横綱白鵬に勝ち琴欧洲の援護射撃で見せ場は作ったものの、3場所連続の千秋楽勝ち越しで8勝7敗に終わった。この年に行われた初めてのモンゴル巡業は乗り継ぎ先のソウルで急性虫垂炎と診断されて巡業は不参加となった（後に病名は尿管結石に訂正された）。
大関として初めて迎えた地元7月場所は白鵬に全勝を許したものの優勝次点の11勝4敗という成績だった。翌9月場所は13日目まで11勝2敗と優勝争いに加わったが、14日目に魁皇に敗れて優勝争いから脱落して11勝4敗。11月場所は終盤の3連敗で9勝6敗に終わった。この年10月、一つ年上の女性と結婚。翌年4月、挙式・披露宴を行った。

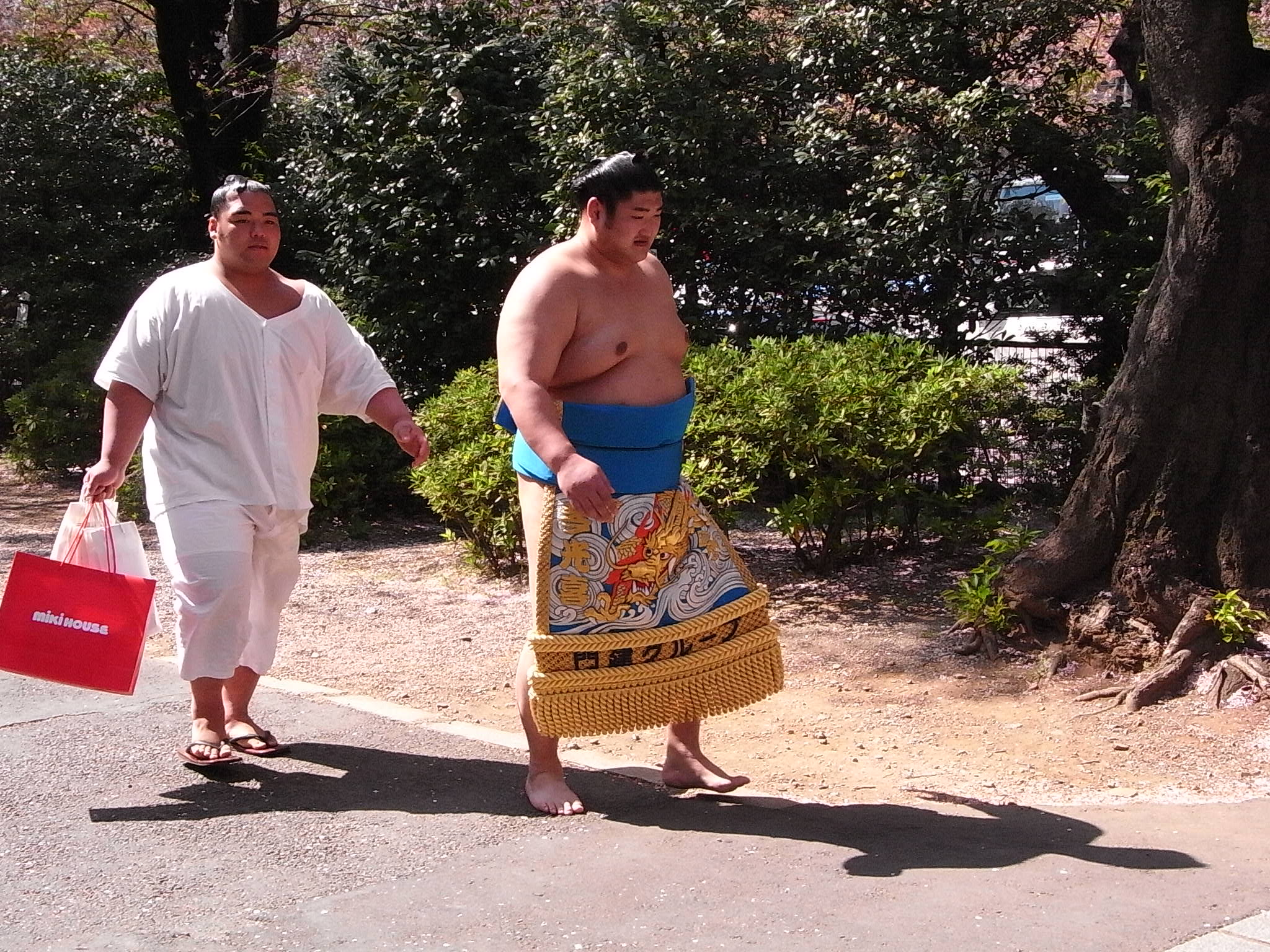
靖国神社奉納大相撲での大関琴光喜関（2009年4月10日撮影）

2009年1月場所は、場所直前痛風による右足首の痛みを訴え3日間入院、稽古がほとんど出来なかった。その影響で序盤から黒星が続き、10日目で朝青龍に敗れ2勝8敗、大関昇進後初めての負け越しが決定。2005年9月場所から2008年11月場所まで続いた、幕内連続勝越し記録は20場所でストップした。12日目から治療のため不戦敗（対戦相手の白鵬は不戦勝）・途中休場に。翌3月場所は自身初の大関角番となるが、12日目に朝青龍を破り、13日目に勝ち越して角番脱出は果たしたが8勝7敗。5月場所も7勝2敗から5連敗し、千秋楽にようやく勝ち越しの8勝7敗に終わる。
地元7月場所は初日から5連勝し、11日目に無敗の白鵬を破って優勝争いのトップに並ぶが、その後連敗して脱落。それでも5場所振りの2桁勝利となる12勝3敗の好成績だった。翌9月場所は大関になってから最高となる初日からの7連勝を記録。11日目まで9勝2敗と優勝争いに加わったものの、その後4連敗を喫して9勝6敗に留まった。次の11月場所は13日目で朝青龍に勝利して勝ち越したが、その後は白鵬・魁皇に連敗して結局8勝7敗に終わった。この年、本割・決定戦合わせても7敗しかしなかった横綱白鵬に、唯一勝った日本人力士が琴光喜である。
11月場所の11日目には、前の9月場所11日目に続いて、千代大海戦で不戦勝を記録する。なお、同一相手に2場所連続で不戦勝となったケースは、力道山が前田山に1948年5月場所、10月場所、1949年1月場所と3場所連続で不戦勝（1948年10月場所は前田山が取り直しの一番に上がれずに力道山の不戦勝）となって以来60年ぶりで、年6場所制になってからは史上初の珍事となった。
2010年1月場所は、大関昇進後初の初日から4連敗を喫してしまう。5日目に初白星を挙げたが7日目までに6敗と振るわず、「左足親指関節亜脱臼・全治2週間」により8日目から途中休場。翌3月場所は自身2度目の角番となった。3月場所は11日目に8勝目を挙げて角番を脱出したがやや不振で9勝6敗で終わった。翌5月場所も9勝6敗だったが、結果的にこれが琴光喜にとって現役最後の出場場所となる。

### 野球賭博関与、解雇、その後
5月場所中に大相撲野球賭博問題が発覚する。
当初、相撲協会は賭博関与を申告すれば厳重注意で済ませるとしており、琴光喜は関与していたことを告白、7月場所の自主謹慎を申し出る。しかし6月27日、設置された特別調査委員会から、除名もしくは解雇処分の勧告案が出され、翌日の臨時理事会と評議員会で勧告案が受け入れられた。さらに7月4日の臨時理事会で処分が決定、16代大嶽（貴闘力忠茂）と共に解雇となった。8月30日に後援会が解散。解散式に琴光喜本人は出席せず、謝罪の手紙が届けられた。翌8月31日には力士会での会合の結果、現役力士たちが琴光喜の引退相撲開催を検討していると報じられたが、2011年2月1日に開催された力士会と協会本部との意見交換会で「引退相撲について、国技館の使用はけじめが必要」と会場貸し出しを認めない決定をしたが、別会場での開催は「参加は各自の判断」と容認された。
琴光喜本人はこの処分に納得しておらず、9月13日、東京地裁に相撲協会の解雇処分は不当なものであるとし、力士としての地位保全仮処分申請を申し立て、FLASH2010年11月30日号にて「土俵に上がれるなら・・何でもします」と語った。なお、現役中から琴光喜を応援していたデヴィ・スカルノは野球賭博問題早期から琴光喜現役復帰への署名活動を応援している。
11月30日、旧後援会会員らで構成される「琴光喜関を救う会」代表が約5万8000人の署名が添えられた琴光喜の処分見直しを求める嘆願書を村山弘義相撲協会副理事長らに手渡した。地位保全申し立ては却下されていたことが2011年1月10日に判明した。また、1月12日付けで「琴光喜関を救う会」が提出していた嘆願に協会側が対応を取らないとの回答が1月6日付けでされていたことも明らかになった。
2011年2月4日、大相撲野球賭博問題の胴元として逮捕された容疑者から押収された携帯電話のメールを復元したところ、琴光喜あての携帯メールの中に相撲賭博に関するものがあったと報道された。内容は平成19年11月場所初日の幕内取組5つの勝敗を東西のどちらが多いかを賭ける「五番勝負」というもので、中には「東大関」の琴光喜対「西小結」安馬戦も含まれていた。相撲賭博に関しては証拠が乏しく立件が困難とされ、捜査は終結した
2月28日、野球賭博問題をめぐる琴光喜恐喝事件の検察側証人として出廷した。公の場で野球賭博への関与を初めて認めた琴光喜は、「マスコミに知られると相撲協会に解雇されると思い、恐怖を感じて金を払った。早く忘れたい」と心境を語った。10月7日、琴光喜を脅迫していた元力士に懲役4年6月の実刑判決が下った。
3月3日、大相撲野球賭博問題に関する「賭博開帳図利容疑」で書類送検されたが、3月17日に容疑不十分との理由で不起訴処分となった。
4月28日、琴光喜は力士としての地位確認を求め、相撲協会を提訴した。琴光喜と協会側の主張は平行線をたどり、和解協議も決裂していた。琴光喜の代理人は「双方とも同じ主張を繰り返してきた。裁判所に判断を任せたい」とコメントした。9月12日に東京地裁から｢解雇有効｣の判決が下り請求棄却、琴光喜側は東京高裁へ控訴するも、2014年2月5日、高裁は同様に「解雇は正当」と判断し、琴光喜側の請求を退けた。大竹たかし裁判長は「常習的に野球賭博に加わった上、協会にうそを申告した。社会的影響は大きい」と指摘し「高い地位を考慮すれば、他の力士らの処分に比べて重すぎるということはない」と判断した。この訴訟を最後に琴光喜は係争を断念した。
2015年2月7日に、東京・品川のTKPガーデンシティで断髪式を行った。白鵬、日馬富士、鶴竜の3横綱や同部屋だった大関・琴奨菊ら相撲関係者に加え、やくみつる、鈴木おさむ、松村邦洋、デヴィ・スカルノら著名人も多く鋏を入れ、最後は現役時代の師匠だった佐渡ヶ嶽ではなく、相撲界に入ったときから憧れであり、共に解雇処分に反旗を翻してくれた貴乃花が止め鋏を入れた。
長男の田宮愛喜（たみや あいき）は、さいたま市立大宮西中学校に進学し中学生横綱に輝いた。

### 実業家として
2011年5月31日、福岡市に自らプロデュースしたつけ麺店、『麺屋光喜』を開店した。

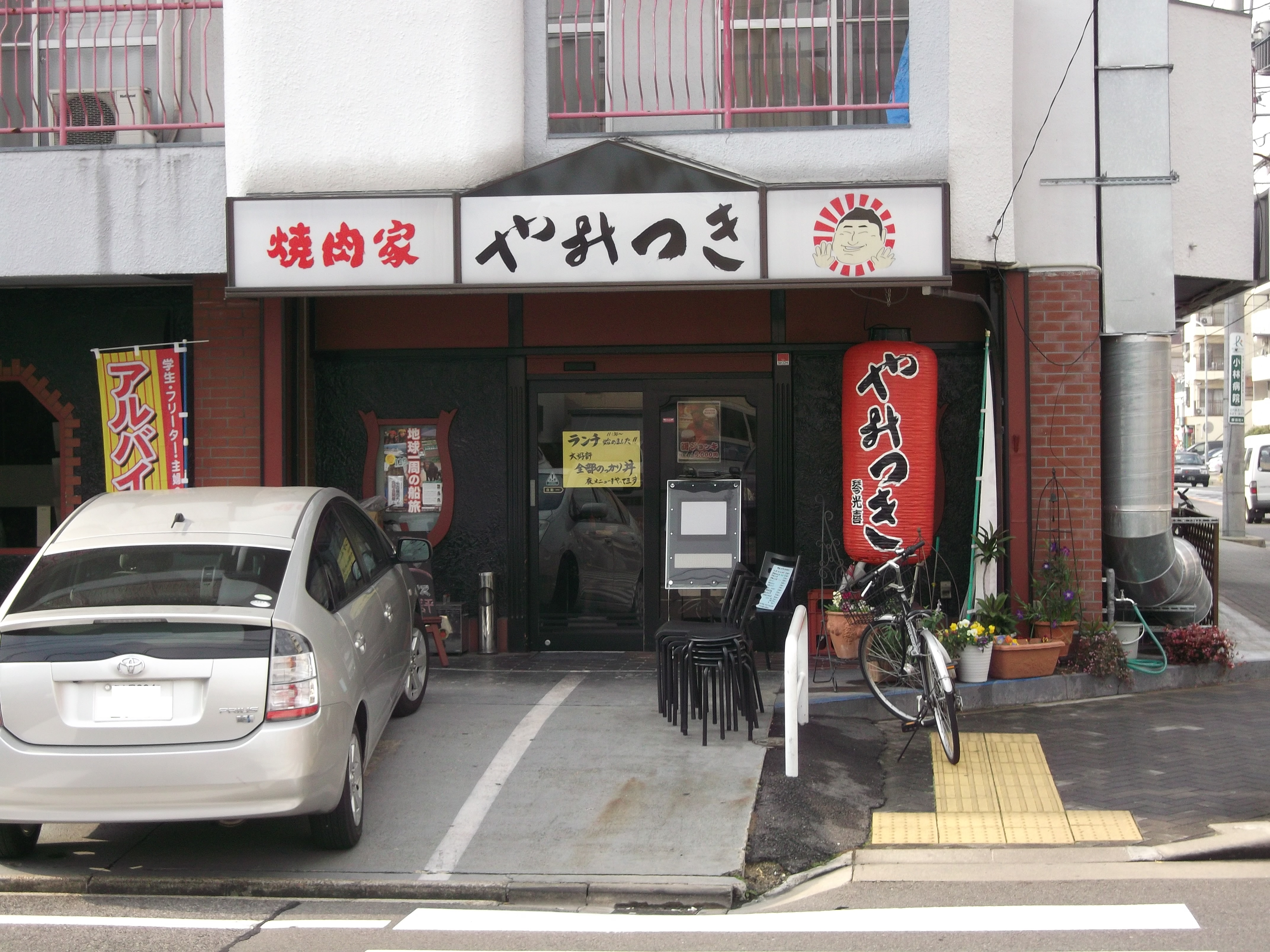
焼肉家 やみつき

2012年4月29日、名古屋市西区に焼肉店『やみつき』を開店。これに合わせてメディア取材に対して心境を明かしており、この時点では相撲協会を相手取り地位保全の係争中であり、断髪していなかったが、一時は自宅に引きこもっていたのを家族や現役力士に励まされて心境が変化。同じ事件で解雇された後に焼肉店を開業し成功した貴闘力の影響もあり焼肉店開業に踏み切った。長男を角界入りさせ、自ら指導したいという夢もあり、相撲への愛情は失っていないことを明らかにした。料理長にははかつて貴闘力の焼肉店『ドラゴ』で勤務していた元幕内の駿傑を迎えており、店の看板は白鵬が揮毫した。解雇後、ギャンブルは競馬を楽しむ程度だという。
2014年12月4日、『やみつき』で、在留資格がない中国人やタイ人を働かせ、不法就労を助長したとして、入管難民法違反（不法就労助長）の疑いで愛知県警に逮捕された。同月25日、名古屋区検は略式起訴した。名古屋簡裁は同日、罰金50万円の略式命令を出し、琴光喜は即日納付した。
2018年1月に相撲協会を退職した光法を『やみつき』の従業員として迎え入れた。同年8月、自身の経営する店舗で給与の未払い（払い渋り）やパワーハラスメントを行った疑惑が報道されたが、『週刊FLASH』の取材に対して「支払うものは支払っていますよ」と釈明している。

## 略歴
- 初土俵…平成11年（1999年）3月場所
- 新十両…平成11年（1999年）11月場所
- 新入幕…平成12年（2000年）5月場所
- 新三役…平成13年（2001年）1月場所
- 幕内初優勝…平成13年（2001年）9月場所
- 新大関…平成19年（2007年）9月場所←7月場所後に昇進

## 取り口
右四つ得意で右の下手が取れると強かった。スピード感のあふれる取り口で立合いの体当たりは相手を弾き飛ばすほどの強さがある上に前捌きがよく、出し投げや無双を駆使し相手に相撲を取らせないで勝負を決めることができた。寄り・投げなど廻しを取る攻めが中心であったが、突き押しでも相撲が取れた。そのほか相撲の基本的な技能を高いレベルで兼ね備えており、相手の突きを腕で跳ね上げる技術、廻しを切る技術は高く評価されていた。白鵬も琴光喜と組んだとき「上手く下手を取って勝ったと思ったら、すぐにまわしを切られて負けたことがある」と石浦外喜義に語ったことがある。石浦は「上手を切るのは難しくないが、下手を切るのは大変である。琴光喜はそれがピカイチと言っていいほどうまい」という趣旨の評価を自著で行っている。作戦面にも秀でており、特に琴欧洲は琴光喜が解雇されてから助言を受けることができなくなって全盛期の相撲が取れなくなったという。
内無双を得意としており、白鵬にも影響を与えている。白鵬は、2012年7月場所前にインターネットで琴光喜が内無双を仕掛けている動画を閲覧。その後、10日目に大関・鶴竜を内無双で破り、「記憶に新しかった。琴光喜関はよくやっていたから」と語っている。また、白鵬は琴光喜の取り口を絶賛しており、「角界一、相撲がうまいし、素晴らしい大関。一緒の土俵で相撲をとれたことを、誇りに思います」と評価している。
横綱朝青龍とはライバルであり大関争いをした時期もあった。土俵上では互いに闘志をむき出しにし熱戦が繰り広げられ、一時期は琴光喜が6勝3敗とリードしていたが、琴光喜が両肘を故障したあたりから一気に水をあけられ、朝青龍の横綱昇進後は歯が立たなくなってしまった。そして、2008年1月場所終了時点での対朝青龍戦はついに28連敗と幕内対戦成績での連敗記録のワースト記録にあと一つとなり（ワースト記録は栃光が北の湖に対して喫した29連敗）、連敗中は悪夢に大声を上げて飛び起きたこともあった。だが、2008年3月場所で5年半ぶりに勝って連敗を28で食いとどめた。朝青龍は琴光喜の才能について、「天才」「組み合いがわかってる」と高く評している。連敗を食い止めて以降は対朝青龍戦は3勝8敗と健闘したものの、最終的な対戦成績は琴光喜の9勝36敗と大きく差がついてしまった。
極度の近視で土俵外では眼鏡姿がトレードマークだったが、レーザー治療を受け視力を大幅に回復させている。
後にライバルになった後輩の朝青龍や白鵬に対しても技術などに関する助言を行うなど、相撲人として角界の繁栄のために惜しみなく自分の力を使ったことでもしられている。

## 主な成績

### 通算成績
- 通算成績：571勝367敗50休 勝率.609
- 幕内成績：492勝343敗50休 勝率.589
- 大関成績：141勝104敗10休 勝率.576
- 現役在位：68場所
- 幕内在位：59場所
- 三役在位：30場所（関脇22場所、小結8場所）（関脇在位は歴代1位）
- 大関在位：17場所
- 通算（幕内）連続勝ち越し記録：20場所（2005年9月場所～2008年11月場所）
- 幕内2桁連続勝利記録：5場所（2007年3月場所～2007年11月場所）

### 三賞・金星
- 三賞：13回
  - 殊勲賞：2回（2000年11月場所、2001年9月場所）
  - 敢闘賞：4回（2000年11月場所、2002年9月場所、2004年1月場所、2007年7月場所）
  - 技能賞：7回（2000年11月場所、2001年3月場所、2001年5月場所、2001年9月場所、2002年1月場所、2005年5月場所、2007年7月場所）
- 金星：3個
  - 武蔵丸3個

### 優勝
- 各段優勝
  - 幕内最高優勝：1回（2001年9月場所）
  - 十両優勝：1回 （2000年9月場所）
  - 幕下優勝：1回 （1999年7月場所）

### 場所別成績
| | 一月場所 初場所（東京） | 三月場所 春場所（大阪） | 五月場所 夏場所（東京） | 七月場所 名古屋場所（愛知） | 九月場所 秋場所（東京） | 十一月場所 九州場所（福岡） |
| --- | ----------------------- | ----------------------- | ----------------------- | --------------------------- | ----------------------- | --------------------------- |
| 1999年 （平成11年） | x                       | 幕下付出60枚目 5–2      | 東幕下44枚目 6–1        | 西幕下20枚目 優勝 7–0       | 西幕下筆頭 5–2          | 東十両12枚目 9–6            |
| 2000年 （平成12年） | 東十両7枚目 11–4        | 西十両筆頭 13–2         | 東前頭8枚目 休場 0–0–15 | 西十両6枚目 9–6             | 東十両4枚目 優勝 14–1   | 西前頭9枚目 13–2 殊敢技★    |
| 2001年 （平成13年） | 西関脇 4–11             | 西前頭3枚目 10–5 技★    | 東小結 9–6 技           | 西関脇 6–9                  | 東前頭2枚目 13–2 殊技★  | 西関脇 9–6                  |
| 2002年 （平成14年） | 東関脇 12–3 技          | 東関脇 8–7              | 西関脇 休場 0–0–15      | 西前頭6枚目 7–8             | 東前頭7枚目 12–3 敢     | 西関脇 8–7                  |
| 2003年 （平成15年） | 西関脇 9–6              | 西関脇 6–9              | 東前頭2枚目 0–5–10      | 東前頭13枚目 9–6            | 東前頭6枚目 11–4        | 西前頭筆頭 6–9              |
| 2004年 （平成16年） | 西前頭4枚目 13–2 敢     | 西関脇 7–8              | 西小結 9–6              | 東小結 7–8                  | 西小結 8–7              | 東小結 10–5                 |
| 2005年 （平成17年） | 東小結 7–8              | 東前頭2枚目 9–6         | 東小結 13–2 技          | 西関脇 7–8                  | 東小結 9–6              | 西関脇 8–7                  |
| 2006年 （平成18年） | 東関脇 8–7              | 西関脇 8–7              | 東関脇 8–7              | 西関脇 8–7                  | 西関脇 8–7              | 西関脇 9–6                  |
| 2007年 （平成19年） | 東関脇 8–7              | 東関脇 10–5             | 東関脇 12–3             | 東関脇 13–2 敢技            | 西大関2 10–5            | 東大関1 10–5                |
| 2008年 （平成20年） | 西大関1 8–7             | 西大関1 8–7             | 東大関1 8–7             | 西大関1 11–4                | 東大関1 11–4            | 東大関1 9–6                 |
| 2009年 （平成21年） | 東大関1 2–10–3          | 東大関3 8–7             | 西大関2 8–7             | 西大関2 12–3                | 西大関1 9–6             | 西大関1 8–7                 |
| 2010年 （平成22年） | 西大関2 1–7–7           | 西大関2 9–6             | 東大関2 9–6             | 西大関2 解雇 –              | x                       | x                           |
| 各欄の数字は、「勝ち-負け-休場」を示す。 優勝 引退 休場 十両 幕下 三賞：敢=敢闘賞、殊=殊勲賞、技=技能賞 その他：★=金星 番付階級：幕内 - 十両 - 幕下 - 三段目 - 序二段 - 序ノ口 幕内序列：横綱 - 大関 - 関脇 - 小結 - 前頭（「#数字」は各位内の序列） |                         |                         |                         |                             |                         |                             |

## 合い口
- 元横綱・貴乃花には4戦全敗。
- 元横綱・武蔵丸には3勝7敗。最後の勝利は2001年9月場所で、決まり手は上手出し投げ。
- 元横綱・朝青龍には9勝36敗。朝青龍の大関在位中は1勝2敗、横綱昇進後は3勝31敗。最後の勝利は2009年11月場所で、決まり手は寄り切り。
- 元横綱・白鵬には9勝23敗(不戦敗1を含む)。白鵬の大関在位中は2勝4敗、横綱昇進後は3勝13敗(不戦敗1を含む)。最後の勝利は2009年7月場所で、決まり手は寄り切り。
- 元横綱・日馬富士には12勝15敗。大関同士の対戦は3勝5敗。日馬富士の横綱昇進後は対戦なし。最後の勝利は2010年5月場所で、決まり手は押し出し。
- 元横綱・鶴竜には10勝4敗(不戦勝1を含む)。いずれも鶴竜が大関・横綱に昇進する前の対戦である。
- 元横綱・稀勢の里には11勝12敗。いずれも稀勢の里が大関・横綱に昇進する前の対戦である。
- 元大関・貴ノ浪には大関陥落後に対戦して、3勝6敗。
- 元大関・千代大海には20勝22敗(不戦勝2を含む)。大関同士の対戦は8勝4敗(不戦勝2を含む)。最後の自力勝利は2009年7月場所で、決まり手は上手投げ。
- 元大関・出島には16勝9敗。出島の大関在位中は4戦全勝。大関同士の対戦はなし。
- 元大関・武双山には10勝7敗。大関同士の対戦はなし。
- 元大関・雅山には24勝17敗(不戦勝1を含む)。雅山の大関在位中は4勝2敗。大関同士の対戦はなし。
- 元大関・魁皇には25勝17敗(不戦勝1、不戦敗1を含む)。大関同士の対戦は6勝7敗。最後の勝利は2010年3月場所で、決まり手は押し倒し。
- 元大関・栃東には14勝10敗(不戦勝1を含む)。栃東の大関在位中は11勝6敗(不戦勝1を含む)。大関同士の対戦はなし。
- 元大関・把瑠都には7勝5敗。大関同士の対戦は1勝。最後の勝利となった2010年5月場所の対戦が、琴光喜の現役最後の一番となった。決まり手は、下手投げ。
- 元大関・豪栄道には5勝6敗。いずれも豪栄道の大関に昇進する前の対戦である。

## 幕内対戦成績
| 蒼樹山 | 1     | 1  | 安芸乃島 | 4     | 0     | 朝青龍   | 9     | 36 | 朝赤龍   | 11    | 5     |  |  |  |
| 朝乃若 | 2     | 0  | 安美錦   | 19    | 8     | 阿覧     | 2     | 0  | 岩木山   | 7(1)  | 8     |  |  |  |
| 潮丸   | 1     | 0  | 皇司     | 4     | 0     | 小城錦   | 1     | 0  | 魁皇     | 25(1) | 17(1) |  |  |  |
| 海鵬   | 5     | 3  | 垣添     | 8     | 6     | 鶴竜     | 10(1) | 4  | 春日王   | 1     | 0     |  |  |  |
| 春日錦 | 3     | 1  | 稀勢の里 | 11    | 12    | 北太樹   | 0     | 1  | 旭鷲山   | 11    | 3     |  |  |  |
| 旭天鵬 | 24    | 13 | 金開山   | 3     | 1     | 豪栄道   | 5     | 6  | 五城楼   | 2     | 0     |  |  |  |
| 黒海   | 13    | 7  | 霜鳥     | 4     | 4     | 十文字   | 1     | 0  | 翔天狼   | 1     | 0     |  |  |  |
| 大善   | 2     | 0  | 貴ノ浪   | 3     | 6     | 貴乃花   | 0     | 4  | 隆乃若   | 6     | 3     |  |  |  |
| 高見盛 | 7     | 3  | 豪風     | 9     | 4     | 玉春日   | 4     | 0  | 玉乃島   | 15    | 6     |  |  |  |
| 玉鷲   | 1     | 0  | 千代大海 | 20(2) | 22    | 千代天山 | 1     | 0  | 出島     | 16    | 9     |  |  |  |
| 闘牙   | 5     | 3  | 時津海   | 3     | 5     | 時天空   | 9     | 6  | 土佐ノ海 | 7     | 6     |  |  |  |
| 栃東   | 14(1) | 10 | 栃煌山   | 7     | 1     | 栃栄     | 5     | 0  | 栃ノ心   | 2     | 2     |  |  |  |
| 栃乃洋 | 17    | 7  | 栃乃花   | 1     | 0     | 豊ノ島   | 12    | 4  | 豊響     | 3     | 0     |  |  |  |
| 白馬   | 1     | 0  | 白鵬     | 9     | 23(1) | 白露山   | 1     | 0  | 追風海   | 3     | 0     |  |  |  |
| 把瑠都 | 7     | 5  | 日馬富士 | 12    | 15    | 肥後ノ海 | 1     | 1  | 武州山   | 0     | 1     |  |  |  |
| 普天王 | 7     | 2  | 武雄山   | 5(1)  | 2     | 豊真将   | 7     | 1  | 北勝力   | 12    | 4     |  |  |  |
| 雅山   | 24(1) | 17 | 武蔵丸   | 3     | 7     | 武双山   | 10    | 7  | 嘉風     | 1     | 1(1)  |  |  |  |
| 露鵬   | 8     | 5  | 若の里   | 18    | 15(1) | 若ノ鵬   | 3     | 0  | 和歌乃山 | 3     | 0     |  |  |  |

## 改名歴
- 琴田宮 啓司（ことたみや けいじ）1999年3月場所-1999年9月場所
- 琴光喜 啓司（ことみつき -）1999年11月場所-
※初期の四股名は田宮であったが、この四股名を番付で使用することはなかった。

## 出演

### ウェブテレビ
- 朝青龍を押し出したら1000万円（2017年12月31日、AbemaTV）[46]